# Децо ди Скалве (Бергамо)
Децо ди Скалве је насеље у Италији у округу Бергамо, региону Ломбардија.
Према процени из 2011. у насељу је живело 60 становника. Насеље се налази на надморској висини од 748 м.